# Lothar Kremershof
Lothar Kremershof (* 4. März 1953 in Krefeld; † 1. Dezember 2003 in Tönisvorst) war ein deutscher Eishockeyspieler und -trainer.

## Karriere
Der gebürtige Krefelder, welcher auf der Position des Stürmers agierte, war zunächst für den Krefelder EV aktiv, mit dem er 1977 die deutsche Vizemeisterschaft errang. Anschließend ging er für die Düsseldorfer EG aufs Eis, mit der Kremershof weitere zwei Mal den zweiten Platz in der Bundesliga erreichte. Im Trikot der Düsseldorfer war die Saison 1979/80 mit 23 Toren und 57 Assists in 42 Spielen die statistisch erfolgreichste. Mit Dick Decloe galt er in den 1980ern als der torgefährlichste Stürmer in der Bundesliga. 1981 kehrte der Angreifer zum Krefelder EV zurück, für den er bis 1985 die Schlittschuhe schnürte. Seine Spielerkarriere ließ der deutsche Nationalspieler schließlich beim Neusser SC ausklingen. Während seiner Tätigkeit als Trainer war er ein großer Förderer der Jugendarbeit beim Krefelder EV. Außerdem trainierte er den Neusser SC und Grefrather EV, mit dem 1998 der Aufstieg in die 2. Bundesliga gelang.

### International
Kremershof vertrat die Bundesrepublik Deutschland auf Juniorenebene bei der U19-Junioren-Europameisterschaft 1972, welche er mit acht Toren in fünf Spielen als erfolgreichster Torschütze abschloss. Bei zwei Länderspielen wurde er auch in der deutschen Nationalmannschaft eingesetzt.

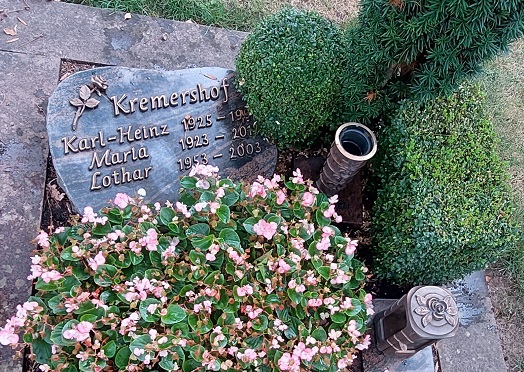
Grab von Lothar Kremershof

## Sonstiges
Zu seinen Ehren wird jährlich Anfang November der Lothar-Kremershof-Cup in der Rheinlandhalle ausgetragen.

## Erfolge und Auszeichnungen
- 1977: Deutscher Vizemeister mit dem Krefelder EV
- 1980: Deutscher Vizemeister mit der Düsseldorfer EG
- 1981: Deutscher Vizemeister mit der Düsseldorfer EG
- 1998: Aufstieg in die 2. Bundesliga mit dem Grefrather EV[1]  (als Trainer)
- 2001: Deutscher Schüler-Meister mit dem Krefelder EV[2] (als Trainer)

### International
- 1972: Bester Torschütze der U19-Junioren-Europameisterschaft